# Palais Smiřický
Le palais Smiřický (aussi dénommé U Montágů) est un immeuble baroque situé place de Malá Strana, dans le quartier du même nom. Il abrite des bureaux de la Chambre des députés du Parlement tchèque. C'est un palais à quatre ailes avec cour centrale et tourelles polygonales à chacun des quatre angles. Il est protégé en tant que monument culturel national.

## Histoire
Le palais se dresse sur les parcelles de trois à quatre maisons médiévales. La maison située vers la place est achetée en 1573 par Jindřich Smiřický qui y fait construire un palais Renaissance, résidence principale de sa famille. Après 1603, des tours d'angle sont ajoutées par Sigismund Smiřický. En 1612, la maison de Chlapovský est ajoutée[pas clair].  
Le palais change ensuite de propriétaire et passe successivement aux mains des Waldstein, Pernstein puis des Carmélites. Après 1763, le palais est acquis par Pavel Montag qui le fait reconstruire dans les années 1764-65 selon le projet de Josef Jäger dans le style baroque.  
En 1895, le palais est acquis par le parlement du Royaume de Bohême et accueille les sessions de celui-ci.  

La reconstruction complète pour satisfaire aux besoins du parlement tchèque a eu lieu entre 1993 et 1996. 

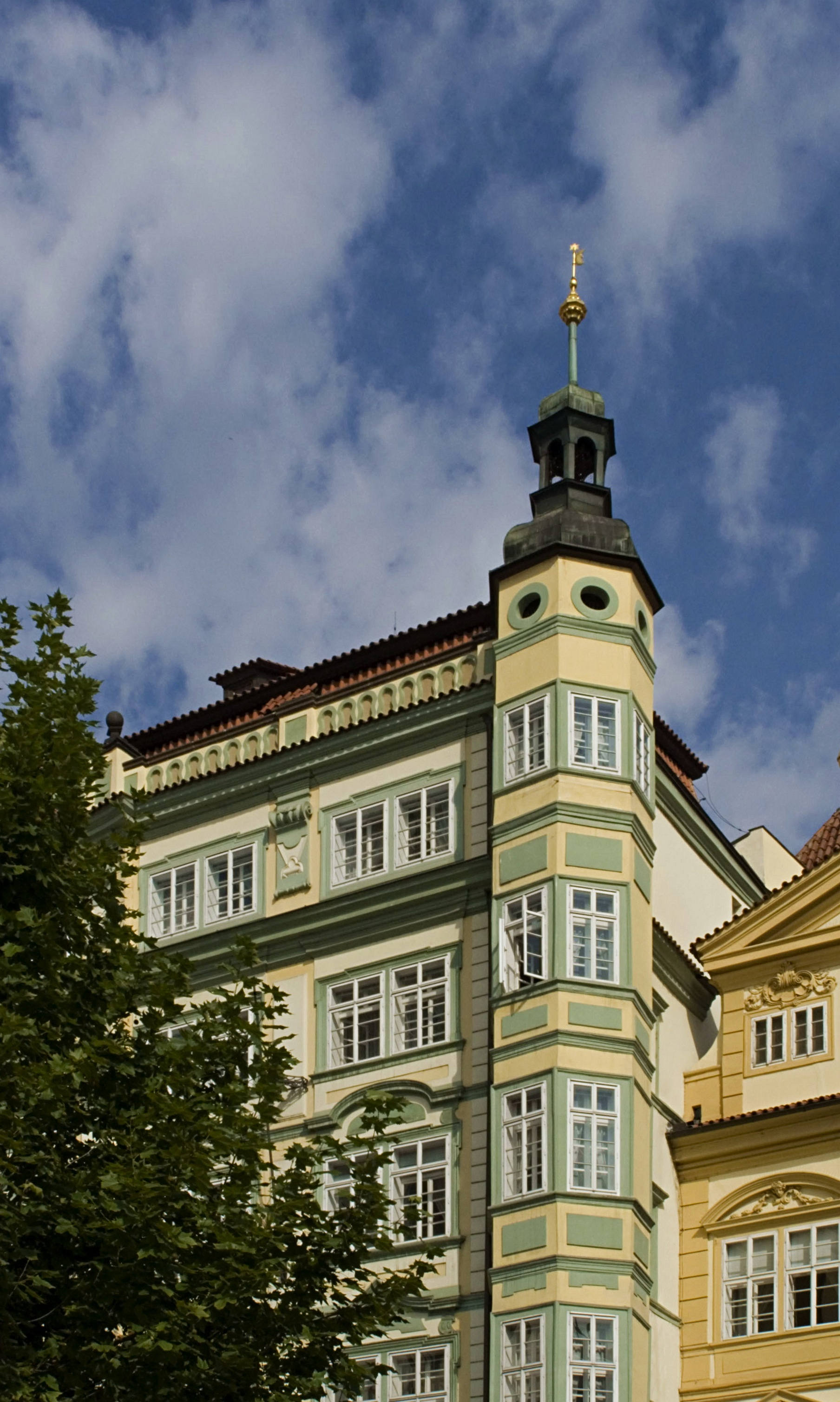
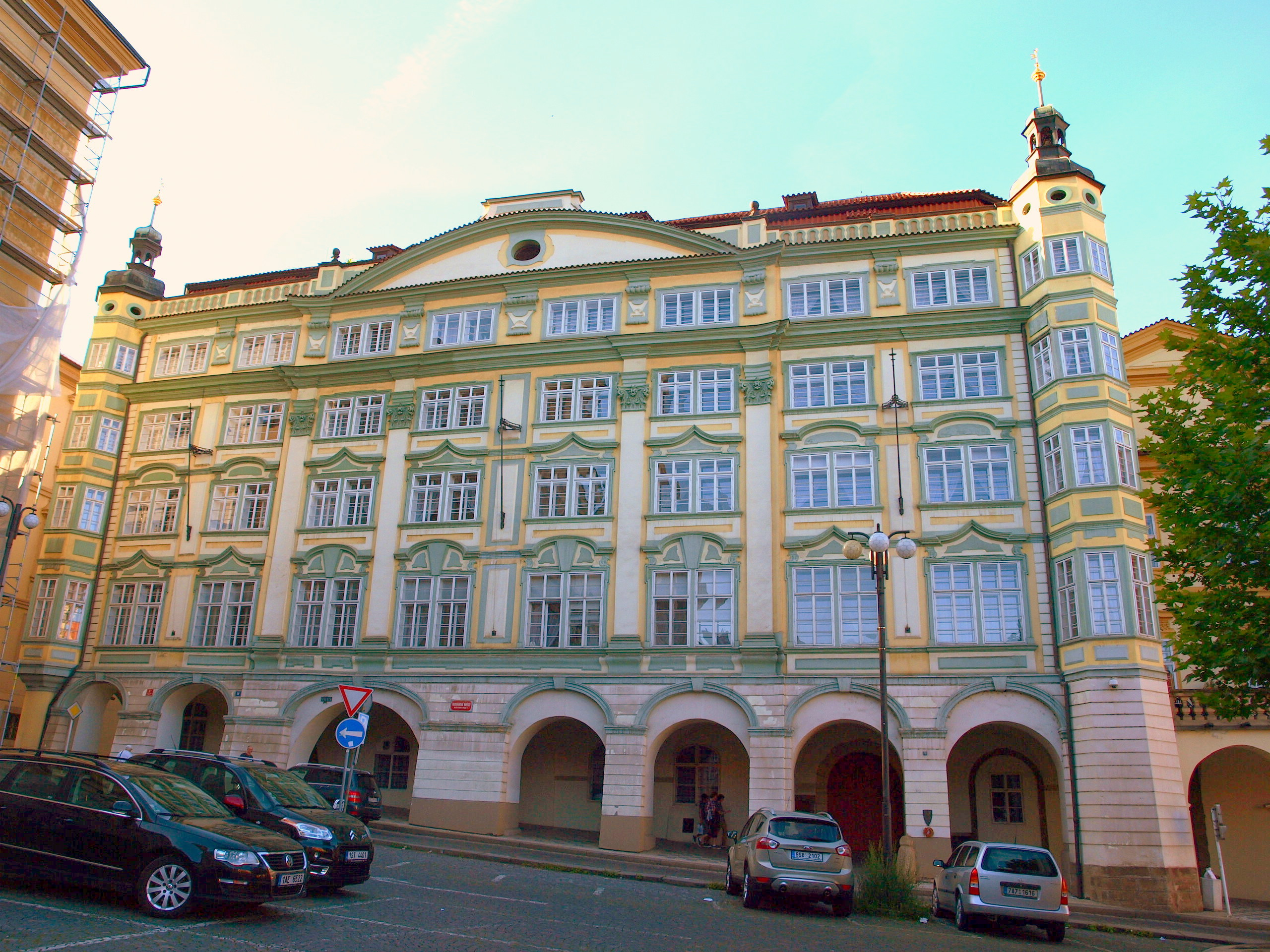
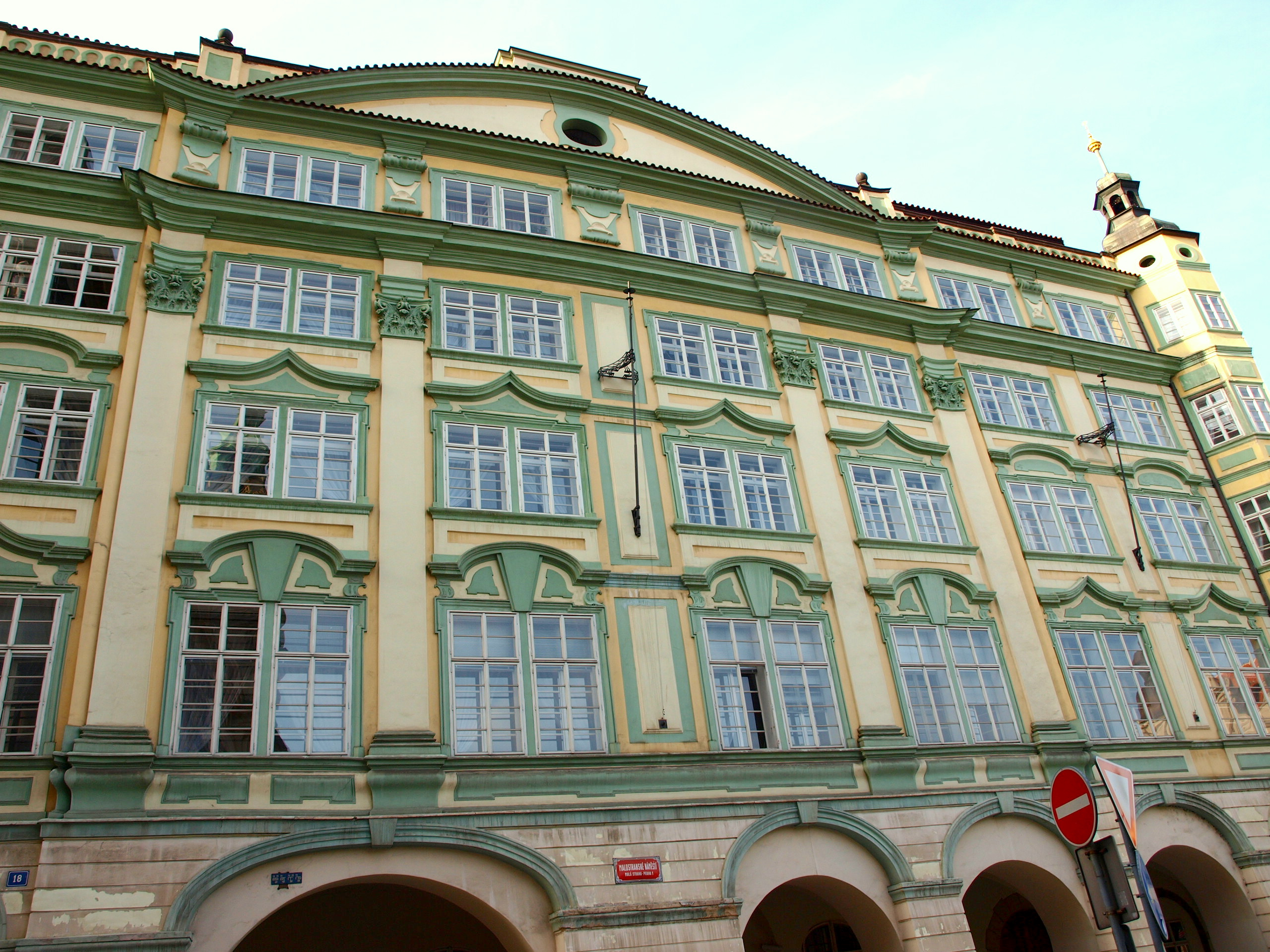